# Cosmopterix zieglerella
Cosmopterix zieglerella — вид лускокрилих комах родини розкішних вузькокрилих молей (Cosmopterigidae).

## Поширення
Вид поширений в Європі (крім Ірландії та Балкан) та Північній Азії на схід до Японії включно. Присутній у фауні України.

## Опис

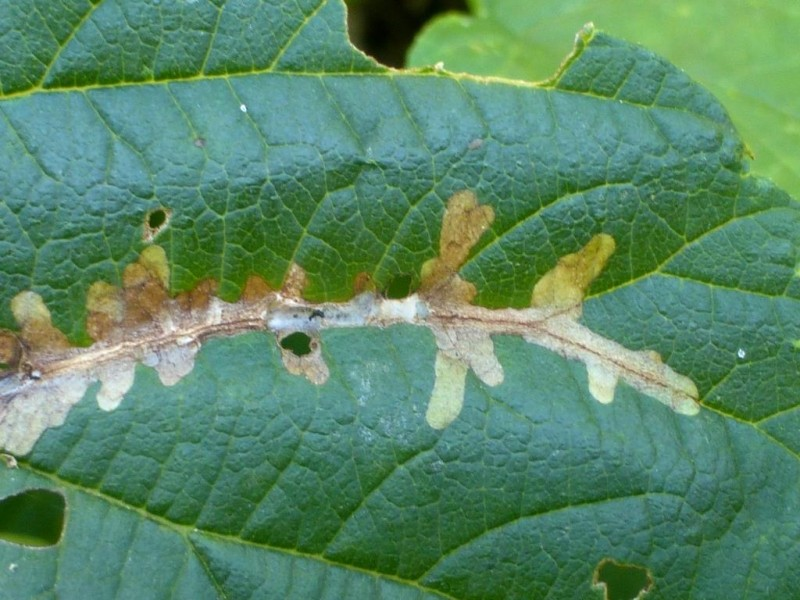
Міна на листі кормової рослини

Розмах крил 8-11 мм. Голова золотистого металевого забарвлення. По сторонах очей проходить тонка біла лінія. Антени темно-коричневі з білими ділянками. Передні крила темно-коричневі з помаранчевою перев'язю посередині та білими плямами. Задні крила сіро-коричневі.

## Спосіб життя
Імаго літають у червні-липні. Личинки живляться листям хмелю звичайного (Humulus lupulus). Вони мінують листя рослини-господаря. Шахта має вигляд широкого коридору, що перекриває основні вени, з широкими, прозорими краями. Сам коридор спочатку непрозорий і білий, але пізніше стає коричневим, зсередини вкритий шовком. Послід викидається з шахти, а зерна можуть потрапляти в шовк нижче шахти. Заляльковування відбувається після виходу з шахти.